# Myrmecophilus pergandei
Myrmecophilus pergandei är en insektsart som beskrevs av Bruner, L. 1884. Myrmecophilus pergandei ingår i släktet Myrmecophilus och familjen Myrmecophilidae. Inga underarter finns listade i Catalogue of Life.